# Cảnh giác dược
Cảnh giác dược (tiếng Anh là pharmacovigilance) là ngành khoa học về dược lý liên quan đến việc phát hiện, đánh giá, hiểu và ngăn chặn các tác dụng ngoại ý, đặc biệt là các phản ứng phụ ngắn hạn và dài hạn của thuốc. Theo cách hiểu thông thường, cảnh giác dược là ngành khoa học về thu thập, giám sát, nghiên cứu, theo dõi và đánh giá thông tin từ các trung tâm chăm sóc sức khỏe và bệnh nhân đối với các tác dụng ngoại ý của thuốc, sản phẩm sinh học, thảo dược và thuốc cổ truyền nhằm:
- Xác định các thông tin mới về các nguy cơ liên quan đến thuốc
- Ngăn chặn tác dụng độc hại đối với bệnh nhân.

Gốc từ của từ "cảnh giác dược" trong tiếng Anh là "pharmacovigilance" bắt nguồn từ: pharmakon (tiếng Hy Lạp) là thuốc; vigilare (tiếng Latinh) là cảnh giác.
Cảnh giác dược đặc biệt chú ý đến phản ứng có hại của thuốc hay ADRs (adverse drug reactions) được định nghĩa như sau "là một đáp ứng với thuốc không định trước, xảy ra ở liều thường dùng... cho dự phòng hoặc điều trị bệnh, hoặc hỗ trợ chức năng sinh lý".
Cảnh giác dược ngày càng trở nên quan trọng đối với bác sĩ và các nhà khoa học khi số lượng thông tin về việc thu hồi thuốc trên các phương tiện truyền thông đại chúng ngày càng nhiều.
Quá trình thử nghiệm lâm sàng chỉ liên quan đến nhiều nhất là vài ngàn bệnh nhân, nên những tác dụng ngoại ý hay phản ứng phụ của thuốc không phổ biến thường bị bỏ qua. Chỉ đến khi thuốc đã bán trên thị trường, những tác dụng đó mới được phát hiện. Ngay cả các phản ứng phụ nặng như độc gan cũng thường không được phát hiện vì quy mô nghiên cứu nhỏ. Để nghiên cứu cảnh giác dược đối với các thuốc đã tung ra thị trường, người ta cần sử dụng các công cụ như khai thác dữ liệu và nghiên cứu các báo cáo của từng trường hợp để xác định mối liên hệ giữa thuốc và phản ứng phụ.
Dược lý môi trường học:
Một nhánh của dược lý học về môi trường và là một dạng của cảnh giác dược, trong đó nghiên cứu tác động của hóa chất và thuốc khi được con người và động vật thải ra môi trường sau khi sử dụng để điều trị. Nó đặc biệt chú ý tới các dược chất có tác động đến môi trường sau khi thải ra từ động vật sống sử dụng loại thuốc đó

## Nguy cơ trong điều trị y học
- Mặc dù các loại thuốc đã cải thiện việc điều trị và kiểm soát bệnh tật, chúng cũng gây ra các phản ứng phụ trên cơ thể người trong suốt thời gian qua.
- Và mặc dù rất nhiều loại thuốc tấn công chính xác nguyên nhân hay cơ chế gây bệnh, chúng cũng có những tác dụng nhỏ tới các phần khác của cơ thể, hoặc phản ứng tiêu cực đối với một số người hoặc một số loại thuốc họ uống, hoặc tác dụng kém, thậm chí không có tác dụng đối với một số người.
- Mỗi tác động vào cơ thể người đều có nguy cơ, dù là về mặt hóa học hay phẫu thuật. Không có điều gì là hoàn toàn chắc chắn vì sự tương tác giữa các hóa chất và cơ thể con người có thể dẫn đến nhiều bất ngờ.

## Các thuật ngữ thường dùng trong an toàn dược
- Lợi ích là những tác dụng tốt của một sản phẩm trong điều trị đã được chứng minh, nhưng cũng bao gồm cả đánh giá chủ quan của bệnh nhân về tác dụng của loại thuốc đó.
- Nguy cơ là khả năng gây hại, thường được biểu hiện dưới dạng tỉ lệ hoặc tỉ lệ phần trăm trong số những người được điều trị; xác suất của một sự cố.
- Tác hại là tổn hại thực sự có thể xảy ra và độ ảnh hưởng của chúng. Không nên nhầm lẫn tác hại với nguy cơ.
- Hiệu quả dùng để chỉ khả năng tác dụng của thuốc trong điều kiện thực tế, nghĩa là trong thực tiễn lâm sàng (chứ không phải là trong thử nghiệm lâm sàng).
- Hiệu lực dùng để chỉ khả năng tác dụng của thuốc trong điều kiện lý tưởng (nghĩa là trong thử nghiệm lâm sàng).

## Tìm ra những nguy cơ của thuốc
Theo luật ở mọi quốc gia, các công ty dược phẩm đều phải thực hiện thử nghiệm lâm sàng, nghĩa là thử nghiệm những loại thuốc mới trên con người trước khi được bán cho tất cả mọi người. Nhà sản xuất hoặc công ty làm dịch vụ thử nghiệm lâm sàng thường chọn một nhóm bệnh nhân đại diện cho đối tượng sử dụng thuốc — nhiều nhất là vài nghìn người — và một nhóm đối chứng tương đương. Nhóm đối chứng thường được dùng giả dược hoặc một loại thuốc khác đã có trên thị trường dùng cho bệnh đó.
Mục đích của thử nghiệm lâm sàng là để tìm ra:
- Thuốc có tác dụng không và tác dụng nhiều hay ít
- Thuốc có tác hại nào không, và
- Danh sách các lợi ích - tác hại - nguy cơ của thuốc: liệu có nhiều lợi ích hơn tác hại không, và nhiều hơn bao nhiêu? Nếu thuốc có thể gây tác hại, khả năng là bao nhiêu và mức độ nghiêm trọng như thế nào?

Nhìn chung, thử nghiệm lâm sàng cho chúng ta biết khá nhiều về hiệu quả của thuốc và những tác hại có thể có. Chúng cung cấp những thông tin tương đối tin cậy cho nhóm cộng đồng lớn hơn có cùng đặc điểm với nhóm thử nghiệm - về lứa tuổi, giới tính, tình trạng sức khỏe, dân tộc, v.v.
Những yếu tố có thể thay đổi trong thử nghiệm lâm sàng thường được xác định và giám sát, và kết quả chỉ áp dụng cho những nhóm người được đại diện bởi nhóm thử nghiệm. Một thử nghiệm lâm sàng không bao giờ cho thấy hết tất cả các khía cạnh về tác dụng của thuốc trong mọi điều kiện. Thực tế thì cũng không có gì có thể cho thấy bức tranh hoàn chỉnh về mọi tác dụng của thuốc, nhưng một thử nghiệm lâm sàng phải cho ta biết đủ; "đủ" được định nghĩa bởi các quy định và phán xét hiện tại về cán cân giữa lợi ích và tác hại - thế nào là chấp nhận được.

## Báo cáo tự nguyện
Báo cáo tự nguyện là hệ thống thu thập dữ liệu chính trong cảnh giác dược quốc tế, dựa vào các nhân viên y tế (hoặc ở một số nơi dựa vào người sử dụng) để xác định và báo cáo bất kỳ một phản ứng có hại của thuốc nào mà chúng ta nghi ngờ tới trung tâm cảnh giác dược quốc gia hoặc báo cho nhà sản xuất. Các báo cáo tự nguyện hầu hết được người gửi báo cáo thực hiện tự nguyện.
Một trong những nhược điểm chính của hệ thống này là báo cáo không đầy đủ, mặc dù điều đó rất khác nhau giữa các quốc gia, và còn liên quan đến phản ứng phụ nhẹ hay nghiêm trọng (còn gọi là báo cáo tính an toàn từng ca bệnh - individual case safety reports-ICSRs).
Một vấn đề khác là các nhân viên y tế bận rộn thường không coi trọng báo cáo lắm. Nếu các triệu chứng không nghiêm trọng, họ có thể không chú ý đến. Thậm chí ngay cả khi triệu chứng xảy ra nghiêm trọng, họ có thể không nhận ra đó là do một tác động nào đó của thuốc.
Tuy vậy, các hệ thống báo cáo tự nguyện như thế lại là yếu tố chủ đạo cho các cơ quan trong lĩnh vực cảnh giác dược trên thế giới và là dữ liệu quan trọng cho cơ sở dữ liệu của Tổ chức Y tế thế giới (WHO Database), bao gồm khoảng 4,6 triệu báo cáo (tính đến tháng 1 năm 2009) , và trung bình mỗi năm có thêm khoảng 250.000 báo cáo.

## Những phương pháp báo cáo khác
Một số quốc gia, theo luật, bắt buộc các thầy thuốc phải báo cáo tự nguyện. Ở đa số các quốc gia, các nhà sản xuất phải nộp báo cáo họ nhận được từ các cơ sở y tế cho cơ quan quản lý nhà nước về dược. Một số nước khác có chương trình tập trung sâu vào các thuốc mới, các thuốc còn đang gây tranh luận hoặc thói quen kê đơn của các nhóm bác sĩ hoặc có sự tham gia của dược sĩ trong việc báo cáo. Tất cả các thông tin này đều có thể hữu ích. Tuy nhiên các chương trình tập trung sâu đó thường không phổ biến.

## Sự phối hợp quốc tế
Nguyên tắc phối hợp quốc tế trong lĩnh vực dược cảnh giác chính là quy định cơ bản của Chương trình giám sát thuốc quốc tế của Tổ chức Y tế thế giới (WHO International Drug Monitoring Programme), trong đó có hơn 90 quốc gia thành viên với hệ thống hỗ trợ bác sĩ ghi nhận và báo cáo các tác dụng phụ và phản ứng có hại của thuốc dùng trên bệnh nhân. Các báo cáo này được đánh giá trong nước và có thể đưa ra hành động cụ thể tại quốc gia đó. Nếu là thành viên của Chương trình của WHO, quốc gia đó có thể biết liệu có những báo cáo tương tự ở những nước khác trên thế giới hay không. (Liên minh châu Âu cũng có chương trình giám sát riêng).
Các quốc gia thành viên gửi báo cáo đến Trung tâm giám sát thuốc Uppsala, Thụy Điển (Uppsala Monitoring Centre), để được xử lý, đánh giá và đưa vào cơ sở dữ liệu của WHO (WHO International Database Lưu trữ ngày 11 tháng 9 năm 2009 tại Wayback Machine). Khi có một số báo cáo về phản ứng có hại của một loại thuốc nào đó, quá trình xử lý này có thể phát hiện ra dấu hiệu về một nguy cơ và cảnh báo các quốc gia thành viên. Điều này chỉ xảy ra sau khi thông tin được đánh giá một cách chi tiết và được các chuyên gia xem xét.

## Tại Việt Nam
Ban đầu theo dõi phản ứng có hại của thuốc được giao cho một tiểu ban thường trực của Hội đồng Dược điển Việt Nam đặt tại Viện Kiểm Nghiệm Thuốc Trung ương số 48 Phố Hai Bà Trưng Hà Nội.
Sau đó Trung tâm Cảnh Giác Dược Quốc gia được thành lập tại Đại học Dược Hà Nội số nhà 13 Phố Lê Tánh Tông. Trung tâm DI & ADR Quốc gia với tên gọi đầy đủ là Trung tâm Quốc gia về Thông tin thuốc và Theo dõi phản ứng có hại của thuốc, được thành lập theo quyết định 991/QĐ-BYT ngày 24/03/2009 của Bộ trưởng Bộ Y tế. Trung tâm đã chính thức khai trương và đi vào hoạt động ngày 9/6/2009.
Ngày 01/03/2011, Bộ trưởng Bộ Y tế ra quyết định số 571 /QĐ - BYT thành lập Trung tâm khu vực về thông tin thuốc và theo dõi phản ứng có hại của thuốc thành phố Hồ Chí Minh trực thuộc Bệnh viện Chợ Rẫy, có tên viết tắt là "Trung tâm khu vực về DI & ADR thành phố Hồ Chí Minh"

### Tại châu Âu
Những công việc trong lĩnh vực cảnh giác dược ở châu Âu được điều phối bởi Cơ quan quản lý thuốc châu Âu (European Medicines Agency-EMA) và thực hiện bởi cơ quan quản lý thuốc có thẩm quyền giải quyết nước sở tại (National competent medicines authorities_NCA). Trách nhiệm chính của EMA là duy trì và phát triển cơ sở dữ liệu về cảnh giác dược bao gồm tất cả các phản ứng phụ của thuốc thấy được trong Cộng đồng châu Âu. Hệ thống này gọi là EudraVigilance và gồm các cơ sở dữ liệu riêng biệt nhưng tương tự về các phản ứng thuốc trên người và động vật nuôi.
Châu Âu yêu cầu các công ty dược, nộp các hồ sơ về phản ứng có hại của thuốc lên theo mẫu điện tử. Các báo cáo này được gửi theo quy định:
- Quy định (của EC) số 726/2004
- Đối với thuốc dùng trên người, có hướng dẫn của Cộng đồng châu Âu (European Union Directive) số 2001/83/EC và sửa chữa bổ sung theo hướng dẫn 2001/20/EC.
- Đối với thuốc thú y, theo quy định hướng dẫn số 2001/82/EC có sửa đổi.

Báo cáo có thể làm với phần mềm chuyên dụng hoặc trên một ứng dụng web - EVWEB - có thể truy cập thông qua trang chủ EudraVigilance và cần phải đăng ký sử dụng EVWEB này.

### Tại Hoa Kỳ
Ba đối tác chính trong cảnh giác dược ở Mỹ là FDA, các nhà sản xuất dược phẩm và các tổ chức hàn lâm hoặc phi lợi nhuận như RADAR và Public Citizen.